# Зайцев, Иван (волейболист)
Ива́н За́йцев (итал. Ivan Zaytsev; 2 октября 1988, Сполето, Италия) — итальянский волейболист русского происхождения.

## Биография

### Клубная

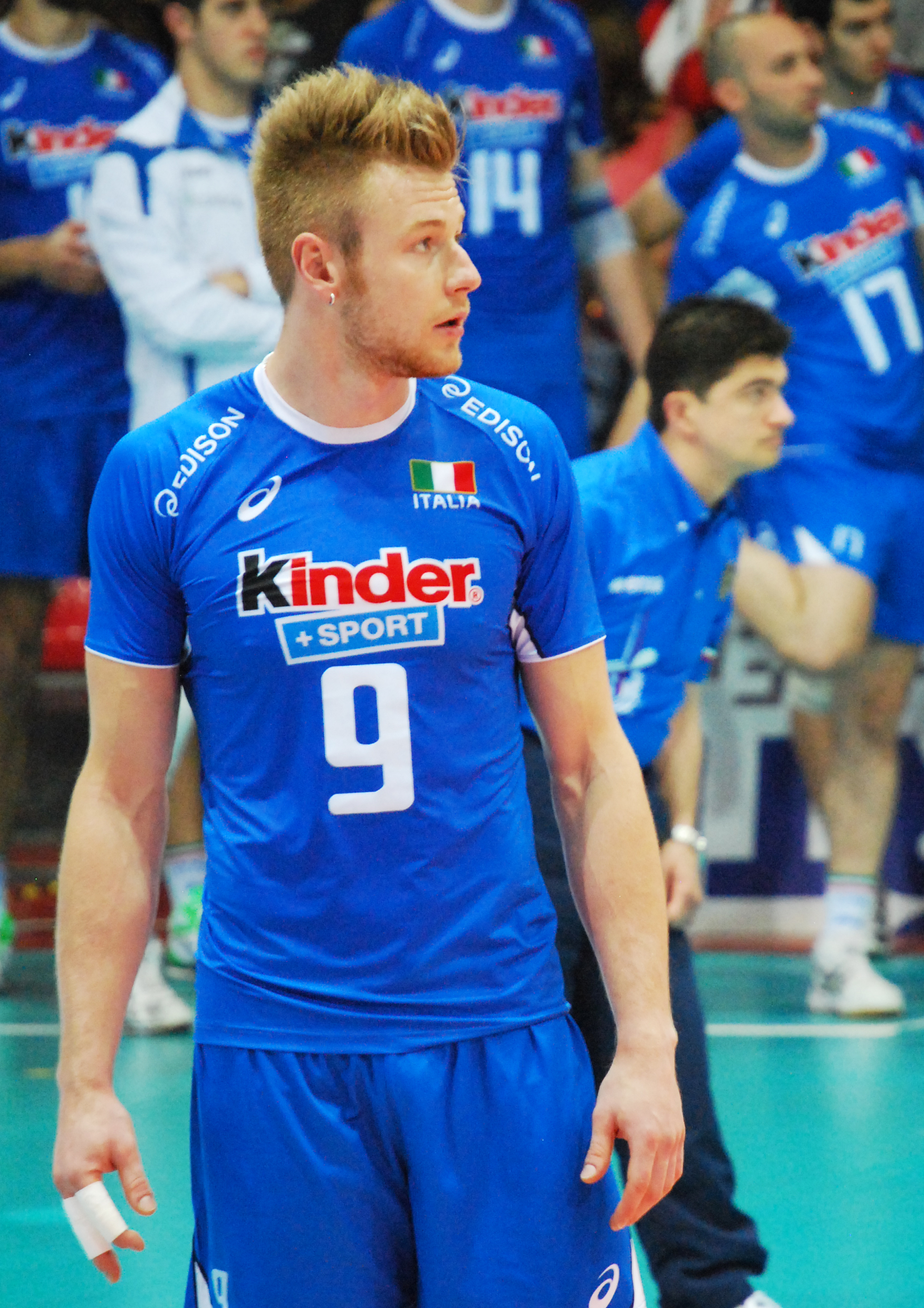
2013 год

Родился 2 октября 1988 года в семье советских спортсменов, олимпийского чемпиона по волейболу Вячеслава Зайцева и пловчихи Ирины Поздняковой в итальянском городе Сполето, где его отец выступал на тот момент. В 7-летнем возрасте вместе с семьёй оказался в родном городе отца — Санкт-Петербурге, где пошёл в школу и начинал заниматься волейболом, но спустя два года вернулся в Италию.
Профессиональную карьеру Иван Зайцев начал в 2004 году как связующий клуба «Перуджа», в 2006 году перебрался в «Рому» (в обоих клубах делил игровое время с двукратным чемпионом мира Паоло Тофоли). В 2008 году в паре с Джорджо Доменгини стал чемпионом Италии по пляжному волейболу, выступал в мировом и европейском бич-турах и сменил амплуа в классическом волейболе — вернувшись в «Рому», выступавшую в Серии A2, стал выходить на площадку в качестве доигровщика.
После Олимпиады подписал контракт с одним из ведущих итальянских клубов — «Мачератой», где стал играть на позиции диагонального. В новом амплуа Зайцев выступал и в большинстве матчей сборной Италии, начиная с Мировой лиги 2013 года. В сентябре выиграл вторую в карьере серебряную медаль чемпионата Европы и получил приз лучшему подающему турнира.
В сезоне 2013/14 был капитаном «Мачераты» и выиграл чемпионат Италии. В мае 2014 года объявил о переходе в московское «Динамо», в составе которого стал серебряным и бронзовым призёром чемпионата России.
После «Динамо» Зайцев играл в 2016 году за «Аль-Араби», а затем вернулся в Италию, где с 2016 по 2018 год играл за «Перуджу», а с 2018 по 2020 год — за «Модену».
2 июня 2020 года подписал контракт с «Кузбассом». 20 апреля 2021 года Зайцев покинул волейбольный клуб "Кузбасс" .

### В сборной
В 2009 году дебютировал в национальной сборной Италии и стал победителем Средиземноморских игр. В 2010 году вошёл в состав национальной команды для участия в розыгрыше Мировой лиги, в том же году выступал на чемпионате мира. В 2011 году выиграл со сборной серебряную медаль на чемпионате Европы, в 2012 году — бронзовую медаль на Играх ХХХ Олимпиады в Лондоне.
В июле 2015 года перед «Финалом шести» Мировой лиги Иван Зайцев вместе с тремя партнёрами по сборной Италии был отчислен из команды за нарушение дисциплины. Перед Кубком мира был возвращён в состав сборной Италии её новым главным тренером Джанлоренцо Бленджини, по итогам этого соревнования завоевал серебряную медаль и индивидуальный приз лучшему диагональному. В августе 2016 года стал серебряным призёром Олимпийских игр в Рио-де-Жанейро.

## Пляжный волейбол
Зайцев также выступает в пляжном волейболе. В 2008 году стал чемпионом Италии в паре с Джорджио Доменгини, а в 2024 году — с Даниэле Лупо. Зайцев планирует попасть на Олимпийские игры в Лос-Анджелес в 2028 году.

## Достижения

### В клубной карьере
- Чемпион Италии (2013/14, 2017/18), бронзовый призёр чемпионата Италии (2016/17).
- Обладатель Кубка Италии (2017), финалист Кубка Италии (2012).
- Обладатель Суперкубка Италии (2012, 2017).
- Серебряный (2015/16) и бронзовый (2014/15) призёр чемпионата России.
- Бронзовый призёр Кубка России (2015).
- Обладатель Кубка Европейской конфедерации волейбола (2014/15).
- Серебряный (2016/17) и бронзовый (2017/18) призёр Лиги чемпионов.

### Со сборной Италии
- Серебряный призёр Олимпийских игр (2016), бронзовый призёр Олимпийских игр (2012).
- Серебряный (2011, 2013) и бронзовый (2015) призёр чемпионатов Европы.
- Бронзовый призёр Мировой лиги (2013, 2014).
- Бронзовый призёр Всемирного Кубка чемпионов (2013).
- Серебряный призёр Кубка мира (2015).

### Индивидуальные призы
- MVP Суперкубка Италии (2012).
- Вошёл в символическую сборную «Финала шести» Мировой лиги (2013), Кубка мира (2015), чемпионата Европы (2015) и Лиги чемпионов (2017).
- Лучший нападающий чемпионата Европы (2013).

## Личная жизнь
18 мая 2013 года Иван Зайцев женился на итальянской фотомодели с ирландскими корнями Эшлинг Сироччи. 31 октября 2014 года у них родился сын Саша. В 2018 у них родилась дочь Сиенна, а в 2019 — дочь Наусика.